# Sokodé
Sokodé es la segunda ciudad más poblada e importante de Togo. 
Con una población de 86.500 habitantes (censo 2004), se sitúa 339 km al norte de Lomé, en el centro del país, en la Región Central, entre los ríos Mo y Mono. Se trata de un centro comercial de las áreas rurales circundantes.
Sokodé es el centro de la etnia Tem.

## Galería

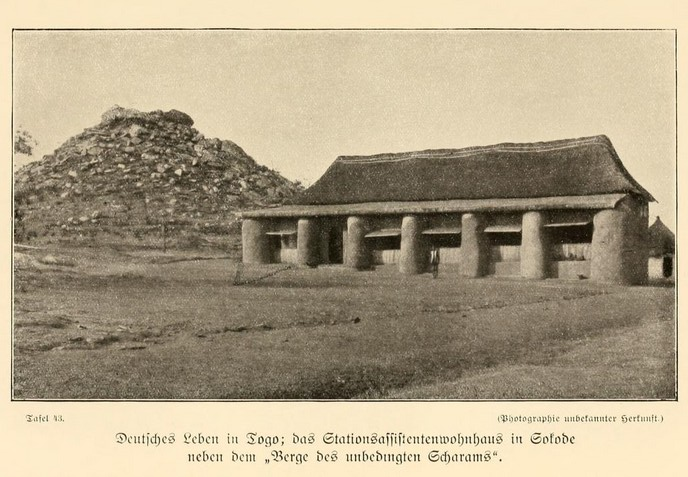
1911
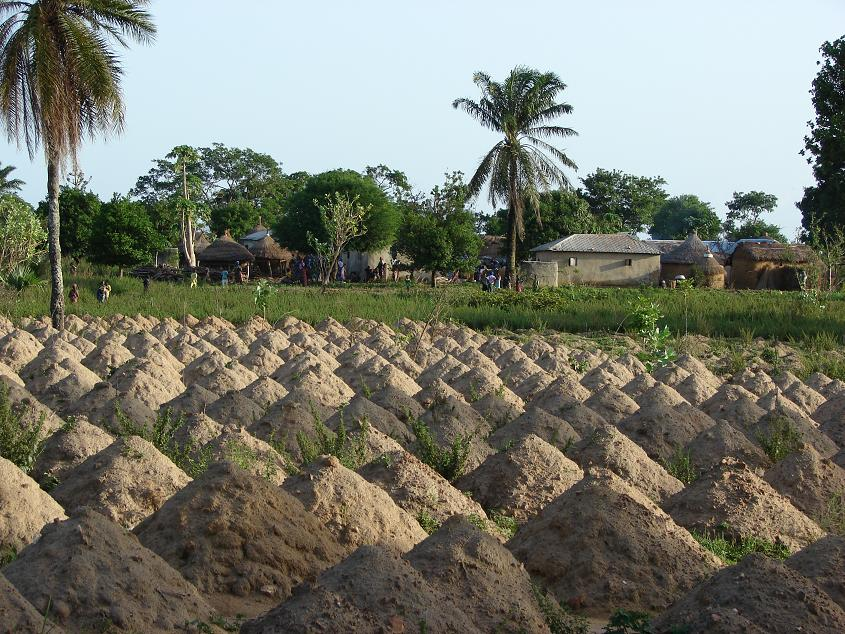
Sokodé campagnia

## Aspectos culturales
En la ciudad se encuentra la Antigua Mezquita y anualmente se celebra el festival Knife. Existe un equipo de fútbol, el Semassi FC.